# 洲本ゴルフ倶楽部
洲本ゴルフ倶楽部（すもとゴルフくらぶ）は、兵庫県洲本市池内にあるゴルフ場である。

## 概要
淡路島には、1962年（昭和37年）までゴルフ場が一つも無かった、ゴルファーは京阪神のゴルフ場に行くしかなく、「島内ゴルフ場」の誕生が夢だった。川崎重工業株式会社が、1963年（昭和38年）7月、淡路島北部のラカン山に、「淡路カントリー倶楽部」（1963年（昭和38年）開場、設計・上西荘三郎）を開場させた。それでも「洲本にゴルフ場を造ろう」と動いたのが、洲本市長・山本安郎である。山本は、三洋電機株式会社社長・井植歳男に相談したところ、「ヨッシャ造りましょう」と二つ返事だった。
1962年（昭和37年）6月、新たなゴルフ場の建設に向けて経営母体「淡路開発興行株式会社」を設立、社長に井植歳男が就任した。新たなクラブ「洲本カンツリークラブ」を創設し、住友銀行株式会社頭取・浜田庄三が理事長に、関西電力株式会社会長・芦原義重がキャプテンに就任した。
ゴルフ場用地は、洲本市により15万坪が用意されたが、井植は「一流コースには不足」と50万坪の用地を買収した。コース設計は、上田治に依頼し、1963年（昭和38年）4月23日、造成工事が着工された。造成工事は、粘土質で苦労したが、1965年（昭和40年）2月6日、コースが完成し、開場された。
1967年（昭和42年）8月、三洋電機グループの「淡路フェリーボート株式会社」が、淡路開発興行株式会社を吸収合併した。1991年（平成3年）11月16日、クラブ名洲本カンツリークラブを「洲本ゴルフ倶楽部」に名称変更した。2002年（平成14年）1月から9月にかけ、コースを全面クローズし、小林佑吉の設計により大改造された、グリーンを高麗芝の1グリーンからベントの1グリーンに、フェアウェイを拡幅し起伏を均して、ブラインドをなくした。

## 所在地
〒656-0042 兵庫県洲本市池内1262番地

## コース情報
- 開場日 - 1965年2月6日
- 設計者 - 上田 治
- 面積 - 1,160,000m2（約35万坪）
- コースタイプ - 丘陵コース
- コース - 18ホールズ、パー72、7,002ヤード、コースレート73.7
- フェアウェー - コウライ
- ラフ - ノシバ
- グリーン - 1グリーン、コウライ
- ラウンドスタイル - 全組キャディ付、乗用カート使用、1組4人
- 練習場 - 9打席70ヤード
- 休場日 - 毎週月曜日、12月31日、1月1日[2][3]

## クラブ情報
- ハウス面積 - 3,735m2（1,129.8坪）
- ハウス設計 - アトリエ・テクノフォルム
- ハウス施工 - 株式会社大工建設[2][3]

## ギャラリー
- コース - 「洲本ゴルフ倶楽部」、コース情報、2021年4月12日閲覧
- ハウス - 「洲本ゴルフ倶楽部」、施設案内、2021年4月12日閲覧

## 交通アクセス
- 道路 - 神戸淡路鳴門自動車道 - 洲本ICより 約5分[4]

## 関連文献
- 『ゴルフ場ガイド 西版』、2006-2007、「洲本ゴルフ倶楽部」、東京 ゴルフダイジェスト社、2006年5月、2021年4月12日閲覧
- 『美しい日本のゴルフコース BEAUTIFUL GOLF CULTURE IN JAPAN 日本のゴルフ110年記念 ゴルフは日本の新しい伝統文化である』、ゴルフダイジェスト社「美しい日本のゴルフコース」編纂委員会編、「洲本に「ゴルフ場を造ろう」と市長。島出身の三洋電機社長・井植歳男が後押し」、東京 ゴルフダイジェスト社、2013年12月、2021年4月12日閲覧
- 『ゴルフ場セミナー』、「GOURMET RESTAURANT(213)地産地消を意識し淡路島の魅力を訴求 洲本ゴルフ倶楽部」、嵯峨栄二、岡本義生、山田育弘、東京 ゴルフダイジェスト社、2016年10月、2021年4月12日閲覧